# 科埃诺
科埃诺（法語：Cohennoz，法語發音：[kɔ.ɛno]）是法国萨瓦省的一个市镇，属于阿尔贝维尔区。

## 地理
科埃诺（45°45'27"N, 6°28'53"E）面积13.78 平方千米，位于法国奥弗涅-罗讷-阿尔卑斯大区萨瓦省，该省份为法国东部省份，历史上为薩伏依的一部分，北起上萨瓦省，西接伊泽尔省和安省，南部和东部与上阿尔卑斯省和意大利接壤。
与科埃诺接壤的市镇（或旧市镇、城区）包括：克雷沃朗、欧特吕斯、于日讷。

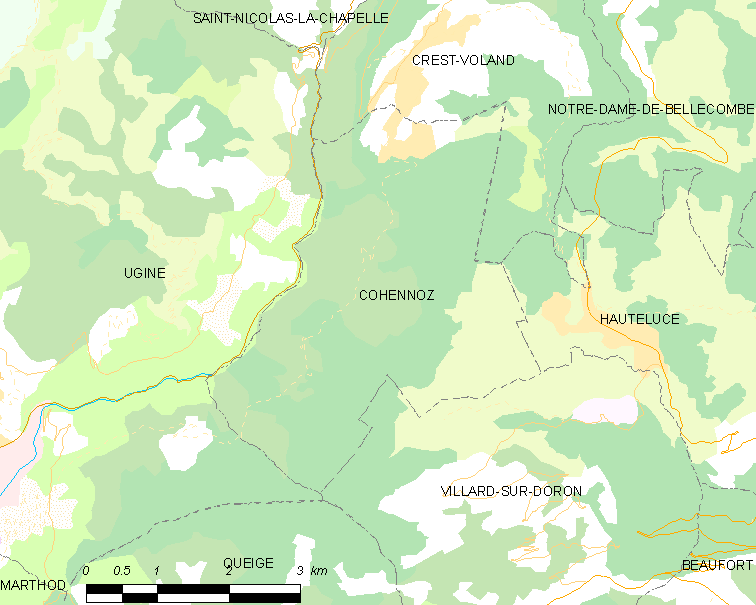
科埃诺的OSM定位图

科埃诺的时区为UTC+01:00、UTC+02:00（夏令时）。

## 行政
科埃诺的邮政编码为73400、73590，INSEE市镇编码为73088。

## 政治
科埃诺所属的省级选区为于日讷县。

## 人口

1962-2008年间科埃诺人口变化图示

科埃诺于2022年1月1日时的人口数量为140人。